# Быстрица (Могилёвская область)
Быстрица (бел. Быстрыца) — деревня в Мстиславском районе Могилёвской области Белоруссии. Входит в состав Копачевского сельсовета.

## География
Деревня находится в северо-восточной части Могилёвской области, в пределах Оршанско-Могилёвской равнины, к западу от реки Белая Натопа, к северу от автодороги Р96, на расстоянии примерно 15 километров (по прямой) к западу от Мстиславля, административного центра района. Абсолютная высота — 206 метров над уровнем моря.

## История
Согласно «Списку населенных мест Могилёвской губернии» 1910 года издания населённый пункт входил в состав Осмоловичского сельского общества Старосельской волости Мстиславского уезда. Имелось 12 дворов и проживало 87 человек (41 мужчина и 46 женщин).

## Население
По данным переписи 2009 года, в деревне проживало 33 человека.